# Perdido em Marte
Perdido em Marte (no original em inglês The Martian) é um filme estadunidense do gênero ficção científica de 2015 dirigido por Ridley Scott. Drew Goddard adaptou o roteiro do filme através do livro The Martian de 2011, escrito por Andy Weir. O filme retrata a luta solitária de um astronauta chamado Mark Watney para sobreviver em Marte depois de ser deixado para trás após uma missão da NASA, que após perceber sinais de vida de Watney realiza esforços para resgatá-lo e trazê-lo de volta à Terra. O filme é estrelado por Matt Damon (no papel principal) Jessica Chastain, Jeff Daniels, Kristen Wiig, Chiwetel Ejiofor, Sean Bean, Michael Peña, Kate Mara, Sebastian Stan, Aksel Hennie, Mackenzie Davis, Donald Glover e Benedict Wong.
Produzido pela 20th Century Fox, Perdido em Marte é uma coprodução entre Reino Unido e os Estados Unidos. O produtor Simon Kinberg começou a desenvolver o projeto logo depois da 20th Century Fox ter comprado em março de 2013 os direitos do romance original. Goddard adaptou o livro em um roteiro e inicialmente seria também o diretor, porém o filme acabou não seguindo em frente. Scott acabou assumindo a posição e a produção foi aprovada com Damon como o protagonista. As filmagens começaram em novembro de 2014 e duraram aproximadamente setenta dias. Vinte cenários foram construídos em um dos maiores palcos sonoros do mundo, em Budapeste, Hungria. O vale de Uádi de Rum, localizado na Jordânia, foi usado para filmagens externas.
O filme estreou no Festival Internacional de Cinema de Toronto de 2015 em 11 de setembro daquele ano. Foi lançado no Reino Unido em 30 de setembro de 2015 e nos Estados Unidos em 2 de outubro de 2015, em 2D, 3D, IMAX 3D e 4DX. Recebeu críticas positivas e arrecadou mais de US$ 630 milhões nas bilheterias de todo o mundo, tornando-se o filme de maior bilheteria de Scott até o momento e o décimo filme de maior bilheteria de 2015. Perdido em Marte recebeu elogios por sua direção, efeitos visuais, trilha sonora, roteiro, precisão científica e simpatia, em grande parte devido ao desempenho de Damon. Foi indicado a sete prêmios durante a 88ª edição do Óscar em 2016 (incluindo Melhor filme e Melhor ator para Damon) e recebeu vários outros prêmios.

## Sinopse
Em uma missão da NASA em Marte, Mark Watney e sua equipe são atacados por uma forte tempestade de areia, forçando a tripulação a abortar a missão. A equipe consegue fugir mas Watney é atingido por destroços, ficando inconsciente. Sem tempo hábil para ser resgatado, ele é deixado para trás e dado como morto pela NASA. Algum tempo depois, Watney acorda e percebe a gravidade da situação. Sozinho e com poucos recursos, Watney precisa usar toda sua experiência e conhecimento para sobreviver no ambiente hostil de Marte, enquanto tenta entrar em contato com a Terra, na esperança de voltar para casa.

## Enredo
A tripulação da missão espacial Ares 3 recolhem material em Acidalia Planitia no planeta Marte em Sol 18. Devido a uma forte tempestade são obrigados a abortar a missão. Na evacuação, um deles, Mark Watney, é atingido por destroços. Os outros acreditam que ele morreu e partem. A NASA informa ao público o ocorrido e seu funeral simbólico é realizado. Porém, Watney sobreviveu: um pedaço de antena e sangue seco tamparam o furo em seu traje. Medica-se e passa registrar seu cotidiano em vídeo.
Mesmo sem possibilidade de sobreviver a vista, recorre a ciência. Primeiramente como botânico graduado pela Universidade de Chicago, improvisa uma estufa no interior do alojamento com fezes, solo marciano e água produzida a partir de hidrazina para o cultivo de batatas. Pensando a longo prazo, planeja alcançar a cratera Schiaparelli, distante 3.200 km onde pousará a tripulação da próxima missão, a Ares IV, dali a quatro anos. Aumenta a autonomia do astromóvel pegando as baterias do outro rover danificado e não acionando o aquecimento interno, ao instalar um perigoso gerador termoelétrico de radioisótopos bem atrás de si.
Enquanto isso, no Centro Espacial Lyndon Johnson, Mindy Park nota diferenças nas imagens vindas do local da missão no planeta e informa ao Dr. Vincent Kapoor - diretor das missões a marte. Convencido que Mark Watney ainda está vivo, reúne-se com o administrador da NASA, Teddy Sanders, o diretor de controle de vôo da nave Hermes, Mitch Henderson e a diretora de Relações públicas, Annie Montrose. Decidem não revelar a tripulação da Hermes, contra a opinião de Henderson, para não distraí-los em sua jornada de volta a Terra.
Numa tentativa de comunicar-se com a NASA, dirige-se ao local de pouso da sonda Mars Pathfinder lançada em 1997 e inativa desde então para resgata-la. Seus deslocamentos  são acompanhados pelo controle da missão e Kapoor percebe a intenção de Watney. Dirige-se a sede do Laboratório de Propulsão a jato para examinar uma réplica da sonda. Em Sol 109 Watney retorna ao alojamento e consegue reativar a Pathfinder. Por meio da câmera da sonda estabelece uma comunicação rudimentar com a réplica do Laboratório utilizado-se do sistema hexadecimal. A partir daí obtém instruções de hackear o rover para este conectar-se a Pathfinder e esta com a NASA. A comunicação é estabelecida e fica aborrecido ao saber que a tripulação da Hermes não foi informada que ainda vive.
Enquanto isso, ouve a contragosto a música disco dos pertences da comandante da missão Melissa Lewis. O planejamento parece que irá dar certo: a comida durará até a próxima missão de suprimentos. Porém em Sol 134 um compartimento do alojamento sofre uma infiltração e a plantação é totalmente destruída. A NASA diminui ao máximo o prazo para o envio da missão de suprimentos ignorando até as inspeções de segurança. O lançamento da sonda, no entanto, falhou. A agência espacial chinesa CNSA oferece ajuda disponibilizado seu foguete Taiyang Shen. Enquanto isso, um especialista em Astrodinâmica do Laboratório de propulsão, Rich Purnell, elabora uma trajetória para a Hermes retornar a Marte mais rapidamente com combustível e suprimentos do foguete chinês em Sol 561. Apesar de achar o plano viável, Teddy Sanders o rejeita priorizando a segurança do retorno da Ares III. O plano é enviado anonimamente a tripulação da Hermes, que concorda por unanimidade, e altera suas coordenadas a revelia da NASA. Esta acaba cedendo.
Sete meses depois, em Sol 461, Watney deixa o alojamento a bordo do rover em direção a cratera Schiaparelli. Chega em Sol 538 onde está instalada o VAM, o veículo de ascensão a Marte. Seguindo as instruções da NASA de tornar o VAM o mais leve possível, livra-se de todo o peso prescindível, inclusive do bico e das janelas, cobrindo-a apenas com lona. Em Sol 561 ele decola do planeta para a interceptação com a Hermes.
De volta a terra, Watney torna-se instrutor da NASA para aspirantes a astronautas. A missão Ares V é lançada.

## Elenco
- Matt Damon – astronauta Mark Watney
- Jessica Chastain – astronauta Melissa Lewis
- Kristen Wiig – Annie Monstrose
- Jeff Daniels – Teddy Sanders
- Michael Peña – astronauta Rick Martinez
- Sean Bean – Mitch Henderson
- Kate Mara – astronauta Beth Johanssen
- Sebastian Stan – astronauta Chris Beck
- Aksel Hennie – astronauta Alex Vogel
- Chiwetel Ejiofor – Dr. Vincent Kapoor
- Benedict Wong – Bruce Ng
- Mackenzie Davis – Mindy Park
- Donald Glover – Rich Purnell
- Chen Shu – Zhu Tao
- Eddy Ko – Guo Ming

## Produção

### Desenvolvimento
Perdido em Marte foi dirigido por Ridley Scott sendo baseado em um roteiro de Drew Goddard que foi adaptado do livro The Martian escrito por Andy Weir publicado em 2011. Após adquirir os direitos cinematográficos do livro em março de 2013, a 20th Century Fox contratou o produtor Simon Kinberg para transformar o romance em um filme. No mês de maio seguinte, Goddard entrou em negociações com o estúdio para escrever e dirigir o filme. Após ele escrever um roteiro para o filme Matt Damon manifestou interesse em estrelar o filme sob a direção de Goddard. Goddard então aproveitou a oportunidade para dirigir Sinister Six, um filme de quadrinhos baseado na equipe de supervilões da Marvel. Kinberg então chamou a atenção de Scott para o livro. Em maio de 2014, Scott entrou em negociações com o estúdio para dirigir o filme, com Damon escalado como o astronauta solitário em Marte. Scott disse que se sentiu atraído pela ênfase na ciência e pensou que seria possível encontrar um equilíbrio entre entretenimento e aprendizagem; Damon disse que se sentiu atraído pelo romance, pelo roteiro e pela oportunidade de trabalhar com Scott. Seguindo a agenda de compromisso de Scott, o projeto acelerou e foi rapidamente aprovado. Desde então, Goddard expressou que sentiu que Scott fez um filme muito melhor do que poderia ter dirigido, dizendo numa entrevista ao Creative Screenwriting: "Quando é Scott a colaboração é fácil porque eu apenas o reverencio. Todos os dias eu apenas olhava em volta e pensava: 'É realmente Ridley Scott sentado ali à mesa? Isso é emocionante!'"

### Filmagens

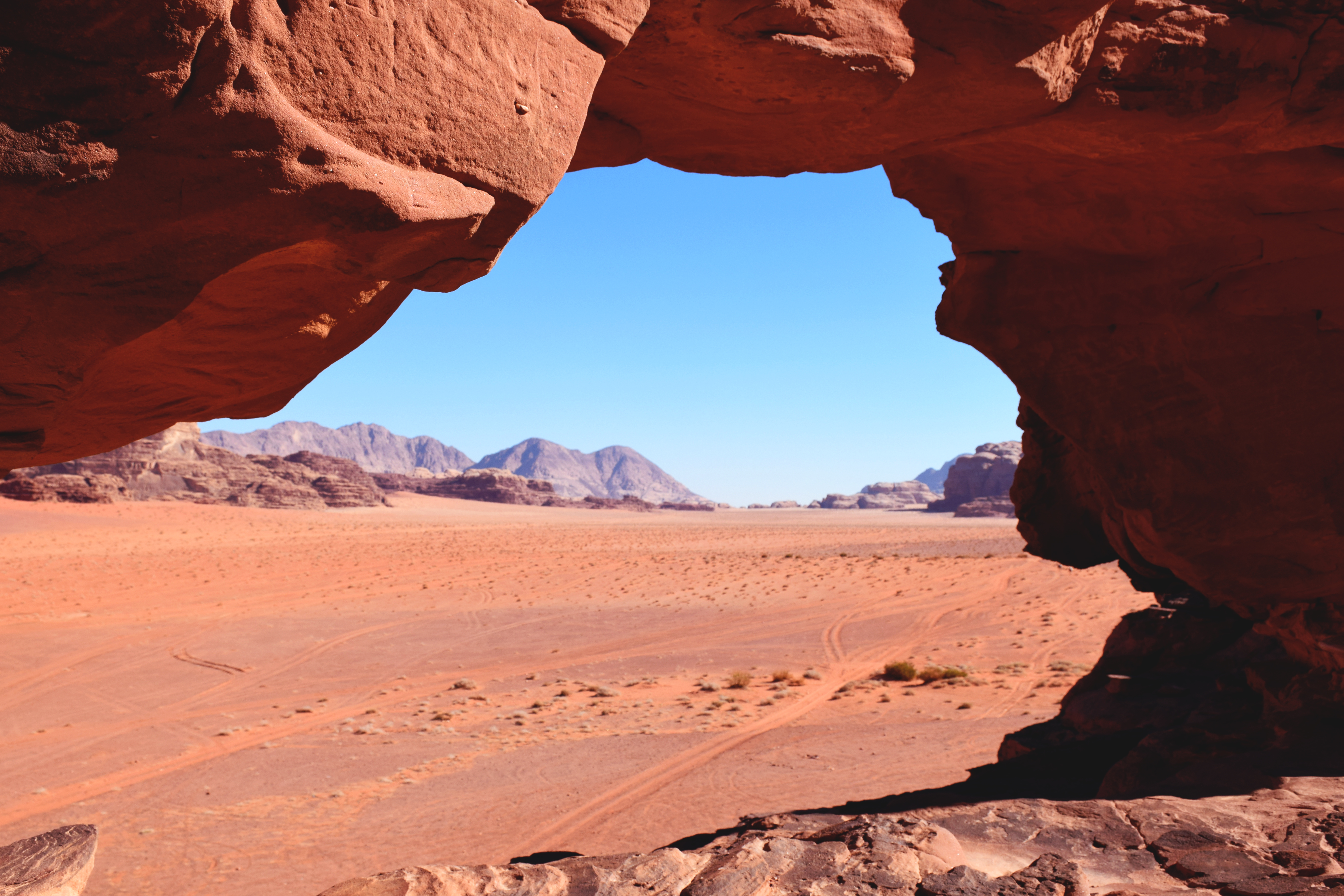
O vale Uádi de Rum, localizado na Jordânia, foi usado para as cenas externas de Marte nas filmagens de Perdido em Marte.

O palco do Korda Studios, localizado a 26 quilômetros (16 milhas) a oeste de Budapeste, Hungria, na vila vinícola de Etyek, foi escolhido para filmar as cenas internas do filme; o local era um dos maiores palcos sonoros do mundo na época. As filmagens começaram na Hungria em 24 de novembro de 2014. Cerca de vinte cenários foram construídos para o filme, que foi filmado com câmeras 3D. Várias batatas foram cultivadas em um palco sonoro próximo ao usado para as filmagens, sendo plantadas em épocas diferentes para que diferentes estágios de crescimento pudessem ser retratados no filme. Uma equipe de seis pessoas construiu quinze trajes para o filme. Cenas externas, algumas com Matt Damon, foram rodadas em Uádi de Rum, um patrimônio mundial da UNESCO localizado na Jordânia, durante oito dias em março de 2015. Antes de Perdido em Marte, o local já havia servido de locação para outros filmes ambientados em Marte anteriormente como Planeta Vermelho, Mission to Mars (ambos de 2000) e The Last Days on Mars (2013). As filmagens duraram aproximadamente setenta dias. Um modelo especial do veículo Mars Rover foi construído para as filmagens; após as gravações, o elenco e a equipe do filme ofertaram o modelo do Rover a Jordânia em troca da hospitalidade que receberam, estando agora em exibição no Royal Automobile Museum do país.
Weir evitou escrever Watney como solitário e deprimido em seu romance. Embora o humor de Watney seja preservado no filme, Scott também retratou o isolamento do personagem na vasta e empoeirada paisagem marciana. Todd McCarthy do jornal The Hollywood Reporter escreveu: "As cenas na Terra fornecem um contrapeso agitado e densamente povoado à aridez marciana, que é magnificamente representada por exteriores filmados nas proximidades do Uádi de Rum, na Jordânia". Damon disse que ele e Scott foram inspirados pelo documentário Touching the Void (2003), que apresentava alpinistas solitários. Scott também esperava retratar Watney como Robinson Crusoe, um personagem em total isolamento, mas decidiu filmar Watney de maneira diferente, já que o personagem estaria "automonitorando" seu comportamento sob a vigilância de várias câmeras da missão.

### Envolvimento da NASA

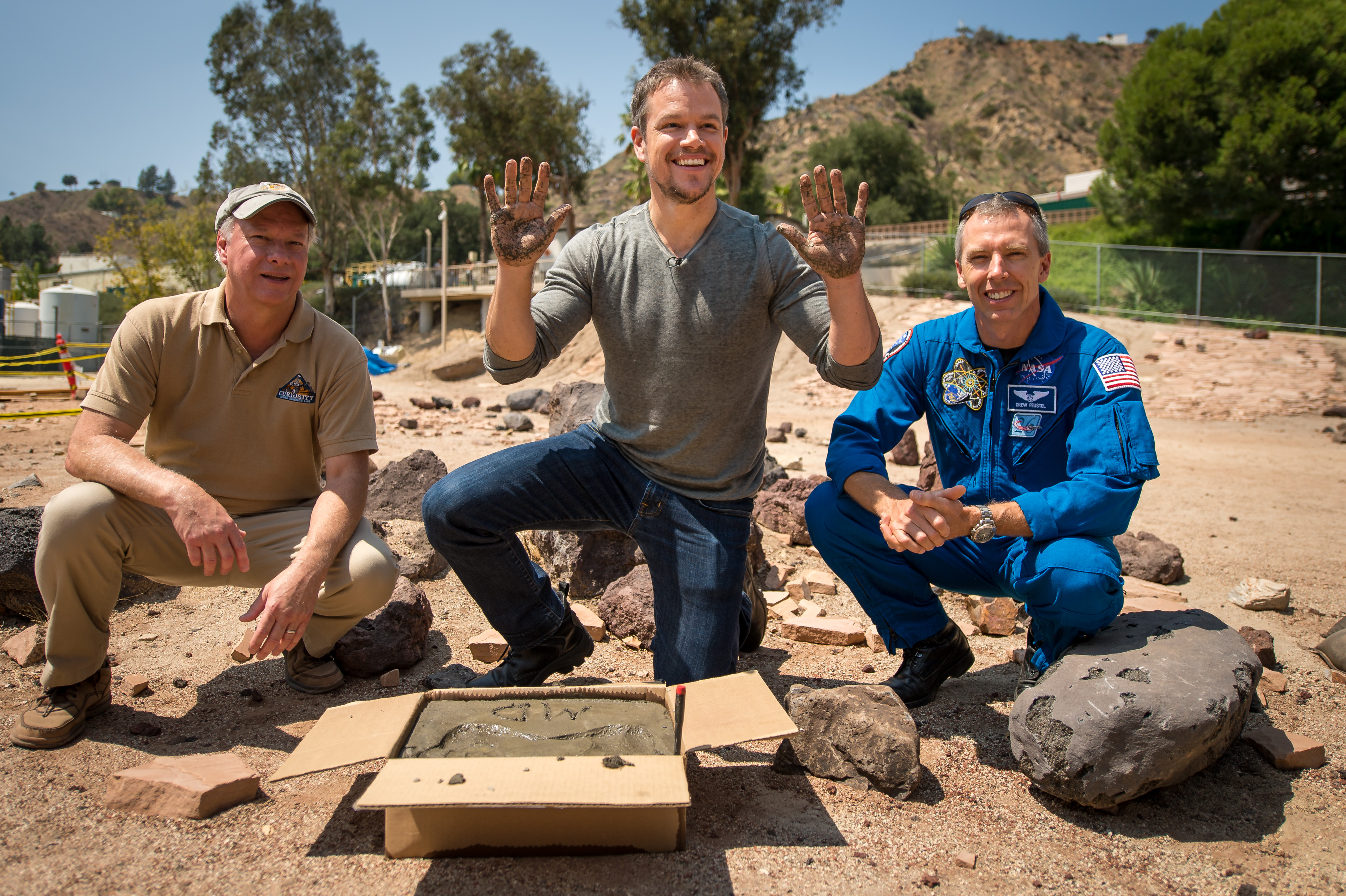
Matt Damon deixando suas impressões manuais num concreto do Laboratório de Propulsão a Jato da NASA. Na imagem, o ator está acompanhado por Jim Erickson (esquerda) e Andrew Feustel (direita).

Quando o livro foi publicado pela primeira vez, a NASA convidou Weir para visitar o seu Centro Espacial Johnson e o Laboratório de Propulsão a Jato. Quando Scott começou a preparar o filme, Weir contatou a NASA para que esta pudesse colaborar no filme. Quando Scott e o produtor Mark Huffam tiveram sua primeira reunião de produção, eles ligaram para a NASA e conversaram com seu representante de cinema e televisão, Bert Ulrich. A agência norte-americana decidiu ajudar os cineastas a retratar a ciência e a tecnologia em Perdido em Marte, uma vez que viu potencial na promoção do nome da NASA através da exploração espacial.
Os principais membros da equipe da NASA que aderiram à parceria foram James L. Green, o Diretor da Divisão de Ciência Planetária, e Dave Lavery, o Executivo do Programa para Exploração do Sistema Solar. Scott conversou com Green duas vezes antes do início das filmagens. Durante um período de um mês, a NASA respondeu centenas de perguntas sobre tudo semanalmente, desde sistemas de radioisótopos até a aparência de potenciais “habs” – as residências dos futuros astronautas de Marte. As perguntas foram respondidas por Green ou repassadas ao especialista certo e depois voltaram para a equipe de Scott para entrar na produção. A agência espacial também enviou centenas de arquivos de imagens reais de Marte e imagens de centros de controle, até a aparência das telas de seus computadores, para a equipe de produção. Green organizou um tour pelo Centro Espacial Johnson em Houston para o designer de produção Arthur Max, que se reuniu com especialistas individuais, tirando centenas de fotos durante oito horas. Max criou um "Mission Control" futurista e fortemente modernizado como cenário de estúdio; o website Ars Technica descreveu sua representação como "a agência espacial com a qual todos sonhamos" e o oposto da aparência real do Centro Espacial Johnson como "um campus universitário degradado".
A Newsweek disse que a NASA colaborou mais com Perdido em Marte do que com a maioria dos outros filmes: "Equipes de muitos departamentos da NASA prestaram consultoria sobre o filme, desde o desenvolvimento do roteiro até a fotografia principal, e agora estão ajudando com o marketing programado para o lançamento nos cinemas". Como parte da colaboração, o contato da produção com a NASA incluiu a primeira página do roteiro do filme na carga da espaçonave Orion durante seu Teste de Voo de Exploração 1 em 5 de dezembro de 2014.
O jornal Los Angeles Times declarou que a NASA e a comunidade científica em geral anteciparam o filme como uma forma de divulgar uma missão humana a Marte. O New York Times relata que o filme "serve como um bom plug para a NASA, que retribuiu o favor divulgando o filme em seu site. (Na segunda-feira [28 de setembro de 2015], os cientistas anunciaram que sinais de água líquida poderiam ser vistos em fotografias tiradas em Marte por uma câmera no Mars Reconnaissance Orbiter, um momento que sugere que a NASA certamente controlou toda a promoção cruzada)". Jim Erickson, gerente de projeto da NASA, disse que o filme iria mostrar aos espectadores "os riscos e recompensas" dos humanos viajando para Marte.
Em outubro de 2015, a NASA apresentou uma nova ferramenta web para acompanhar a jornada de Watney por Marte e detalhes dos próximos passos da NASA, bem como um relatório de riscos à saúde para uma jornada humana a Marte.
Em 2016, o então presidente dos Estados Unidos Barack Obama, que fez os pedidos anuais de orçamento da NASA ao Congresso, nomeou Perdido em Marte como um dos melhores filmes de ficção científica que ele já tinha visto.

## Música
O compositor Harry Gregson-Williams ficou responsável pela trilha sonora de Perdido em Marte. É a quarta colaboração entre Gregson-Williams e Scott; o músico havia trabalhado anteriormente na música dos filmes de Scott, Kingdom of Heaven (2005), Prometheus (2012) e Êxodo: Deuses e Reis (2014), compondo a trilha sonora principal do primeiro e do último filme e fazendo músicas adicionais para os outros dois.
Uma piada recorrente no filme é o amor da comandante Melissa Lewis pelas canções dos anos 1970 (especialmente do gênero discoteca, que aparentemente Watney odeia), sendo o único gênero musical disponível para Watney ouvir em Marte. A trilha sonora inclui:
- "Tema da série Happy Days" por Pratt & McClain
- "Turn the Beat Around" por Vicki Sue Robinson
- "Hot Stuff" por Donna Summer
- "Rock the Boat" por The Hues Corporation
- "Don't Leave Me This Way" por Thelma Houston
- "Starman" por David Bowie
- "Love Train" por The O'Jays
- "Waterloo" por ABBA
- "I Will Survive" por Gloria Gaynor

## Lançamento e recepção

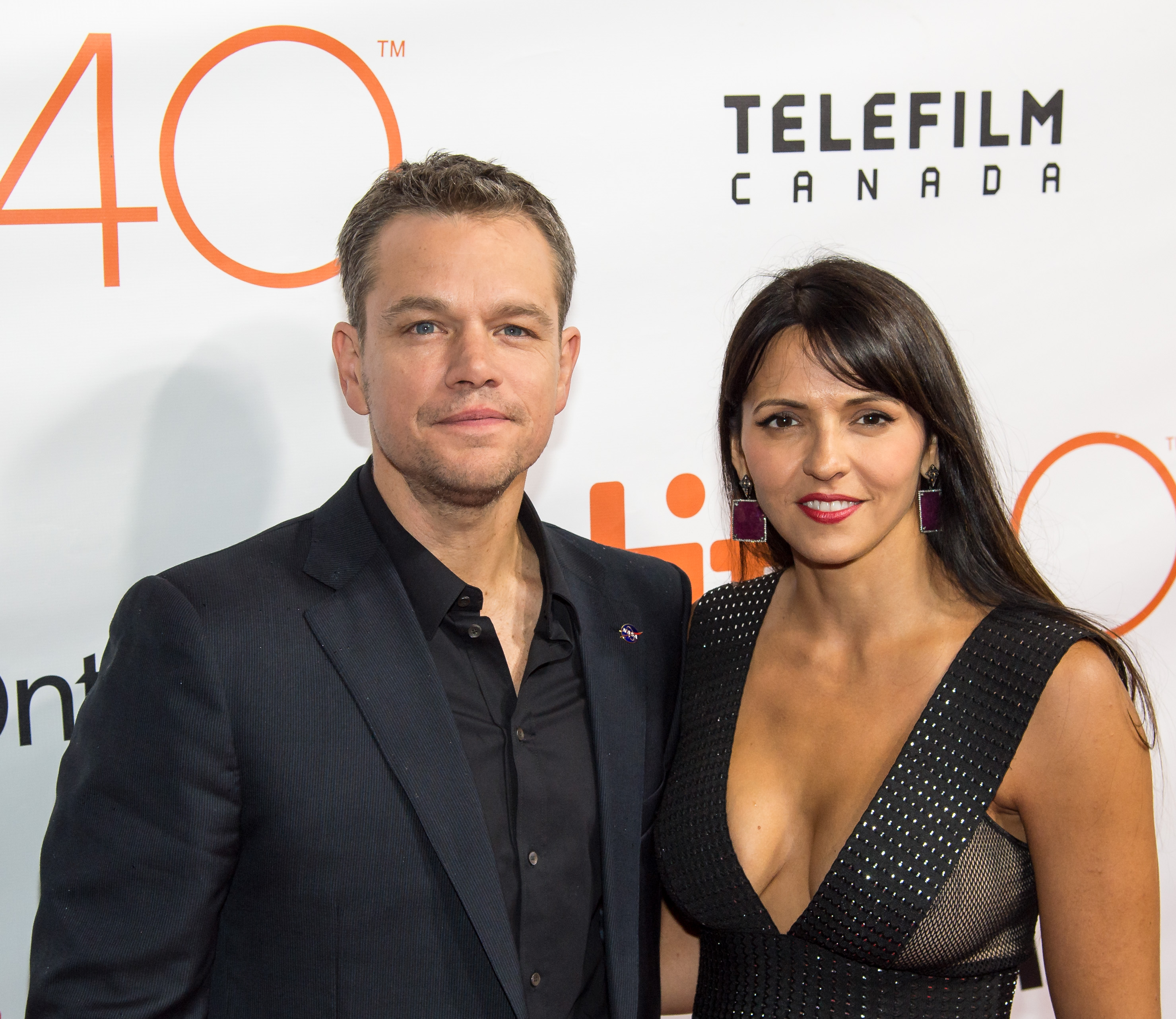
Matt Damon e sua esposa Luciana Bozán Barroso no Festival Internacional de Cinema de Toronto 2015 durante a premiere do filme

O filme estreou no Festival Internacional de Cinema de Toronto de 2015 em 11 de setembro daquele ano. O longa foi exibido em uma prévia no Festival de Cinema de Nova Iorque em 27 de setembro de 2015. Também foi exibido no Fantastic Fest em Austin, Texas, em 29 de setembro de 2015. Na América do Norte, Perdido em Marte filme foi disponibilizado nos cinemas no formato Dolby Vision.

### Desempenho comercial
Perdido em Marte se tornou um sucesso financeiro. Arrecadou US$ 228,4 milhões nos Estados Unidos e Canadá e US$ 402,2 milhões em outros países, obtendo um total mundial de US$ 630,6 milhões contra um orçamento de US$ 108 milhões. Foi o décimo filme de maior bilheteria mundial do ano de 2015. A Deadline Hollywood calculou o lucro líquido do filme em US$ 150,32 milhões, contabilizando orçamentos de produção, marketing, participações de talentos e outros custos, com receitas de bilheteria e rendas auxiliares de mídia doméstica, colocando-o em décimo lugar em sua lista de "blockbusters mais valiosos" de 2015; o jornal The Hollywood Reporter relatou lucros líquidos entre oitenta a cem milhões de dólares para o filme.

### Resposta crítica
No agregador de resenhas Rotten Tomatoes o filme tem índice de aprovação de 91%, com uma nota média de 7,9/10, baseada em 383 resenhas; o consenso dos críticos do site diz: "Inteligente, emocionante e surpreendentemente engraçado, Perdido em Marte oferece uma adaptação fiel do livro best-seller que traz à tona o que há de melhor no protagonista Matt Damon e no diretor Ridley Scott". O Metacritic, que usa uma média ponderada para avaliar os filmes, atribuiu para Perdido em Marte uma pontuação 80/100 com base em 46 críticos, indicando "críticas geralmente favoráveis". O público pesquisado pelo CinemaScore deu ao filme uma nota média "A" em uma escala de "A+" a "F", enquanto o PostTrak relatou que os espectadores deram ao filme uma média de 4,5 de 5 estrelas e uma "recomendação definitiva" de 66%.
Perdido em Marte recebeu diversos elogios por sua direção, efeitos visuais, trilha sonora, roteiro, precisão científica e simpatia do protagonista, em grande parte devido ao desempenho de Damon. A revista Variety relatou: "Os críticos estão chamando o filme de uma jornada engraçada e emocionante e um retorno à boa forma para [Ridley] Scott depois dos fracassos de The Counselor e Êxodo: Deuses e Reis".
De acordo com o engenheiro aeroespacial Dr. Robert Zubrin, em comentário para o jornal britânico The Guardian:
| “ | [Perdido em Marte] é o primeiro filme genuíno de Marte. É o primeiro filme que tenta ser realista e que na verdade é sobre seres humanos lutando com os problemas da exploração de Marte, ao contrário de vários filmes ambientados em Marte que são essencialmente jogos de tiro ou filmes de terror. Não se envolve em fantasia: nem monstros, nem magia, nem nazistas. No entanto, existem vários erros técnicos. | ” |

Escrevendo para o New York Post, Lou Lumenick considerou o filme o melhor de Scott e Damon e achou que é uma "aventura direta e emocionante de sobrevivência e resgate, sem as armadilhas metafísicas e emocionais de Interstellar". Manohla Dargis, do The New York Times, afirmou que o filme "envolve uma jornada dupla ao espaço exterior e interior, uma viagem que leva você para aquela imensidão chamada universo e profundamente na paisagem igualmente vasta de uma única consciência. Para este náufrago acidental, o espaço é o lugar onde está fisicamente abandonado, mas também onde a sua mente é libertada, [...] cujo tema grande e persistente é o que significa ser humano".
As críticas negativas focaram na falta de profundidade ou atmosfera do personagem. Jaime N. Christley, escrevendo na Slant Magazine, comentou: "[O filme] segue a ideia de textura, tiques e comportamento humano, mas não há convicção e nenhum impulso real para a excentricidade... Dificilmente parece interessado em seus personagens ou em qualquer representação de seu trabalho, preferindo tipos de personagens e tipos de cenas, corretamente colocados entre as oscilações do pêndulo da jornada dramática de Watney". No Cinemixtape, J. Olson comentou: "Ridley Scott e companhia inventaram o filme de ficção científica mais colossalmente medíocre da década, tudo em busca de tapinhas nas costas vazias e uma celebração da ciência no nível escolar. Perdido em Marte não está na mesma classe das duas obras-primas de Scott – Alien e Blade Runner – nem está no mesmo continente”.

### Prêmios e indicações
O filme foi incluído em várias listas "Top 10" de Melhores Filmes de 2015 de muitos críticos. Foi eleito um dos melhores filmes de 2015 por mais de cinquenta críticos e publicações e ficou em sétimo lugar no Rotten Tomatoes e décimo terceiro no ranking de melhores filmes de 2015 do Metacritic.
Perdido em Marte recebeu vários prêmios e indicações da indústria cinematográfica, incluindo 26 categorias de Melhor Filme, 20 de Melhor Diretor (para Scott) e 19 de Melhor Ator (para Damon) em diferentes organizações e associações. Durante o Óscar 2016, Perdido em Marte recebeu indicações para Melhor Filme, Melhor Ator, Melhor Roteiro Adaptado, Melhor Design de Produção, Melhor Edição de Som, Melhor Mixagem de Som e Melhores Efeitos Visuais. Outras indicações do filme incluem seis prêmios BAFTA, nove Critics' Choice Movie Awards e três Globos de Ouro (ganhando dois: Melhor filme musical ou comédia e Melhor ator - musical ou comédia - para Damon). Recebeu quatro prêmios do National Board of Review e foi eleito um dos dez melhores filmes de 2015 pelo American Film Institute.

## Precisão científica

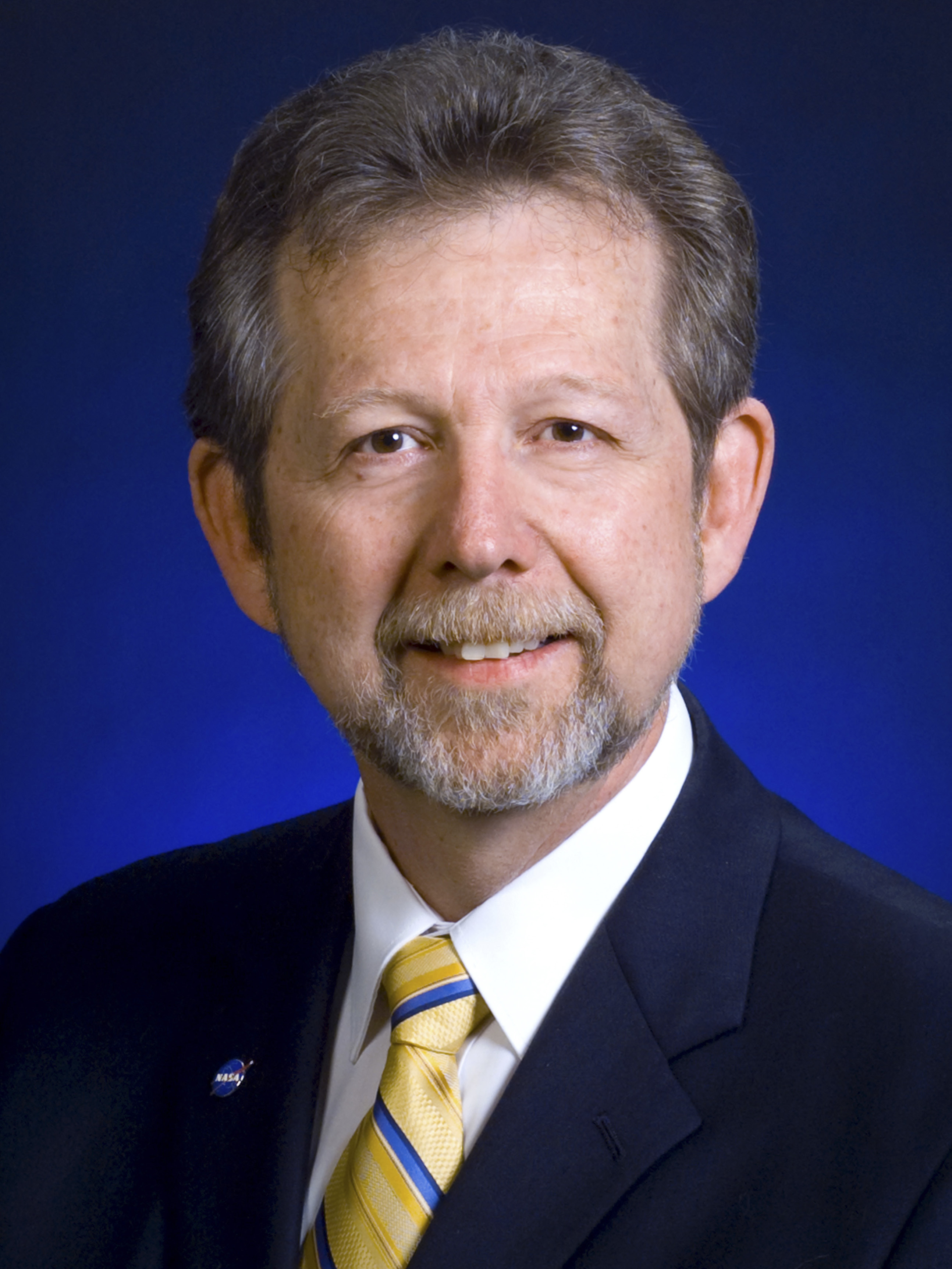
James L. Green, diretor da Divisão de Ciência Planetária da Diretoria de Missões Científicas da NASA, trabalhou como consultor para o filme.

Quando Weir escreveu o romance The Martian, ele se esforçou para apresentar a ciência corretamente e usou o feedback do leitor para acertar. Quando Scott começou a dirigir o filme, ele também procurou torná-lo realista e recebeu ajuda de James L. Green, o diretor da Divisão de Ciência Planetária da Diretoria de Missões Científicas da NASA. Green reuniu equipes para responder às perguntas científicas feitas por Scott. Green disse: "Perdido em Marte é razoavelmente realista", embora tenha dito que a perigosa tempestade de poeira do filme, apesar de atingir velocidades de 120 milhas por hora (190 km/h), teria na realidade uma força fraca. Green também descobriu que os edifícios da NASA no filme são mais elegantes do que os funcionais que a NASA realmente usa. Os críticos de cinema perceberam que os ventos marcianos poderiam equivaler a "quase uma leve brisa" em suas críticas e o roteirista Goddard concordou que os ventos tinham que ser consideravelmente exagerados para configurar a situação que coloca a história em movimento.
O processo usado pelo personagem Watney para produzir água foi preciso e está sendo usado pela NASA para um rover marciano planejado. O gerador termoelétrico de radioisótopos também foi usado apropriadamente para geração de calor. Quando suas rações começam a acabar, Watney constrói um jardim improvisado usando solo marciano e as fezes da tripulação como fertilizante. “Provavelmente poderíamos cultivar algo em Marte”, disse Michael Shara, curador do Departamento de Astrofísica da Divisão de Ciências Físicas do Museu Americano de História Natural. No entanto, desde então, descobriu-se que o solo marciano é tóxico para a vida vegetal e animal, embora se acredite que organismos microbianos tenham potencial para viver em Marte. Em uma cena, a proteção facial de vidro do capacete de Watney quebra; à medida que o oxigênio cai momentaneamente abaixo do nível crítico, ele rapidamente remenda o capacete com fita adesiva e evita asfixia. De acordo com Shara, “desde que a pressão interna esteja em torno de 30%, você pode segurá-la antes que seus olhos estourem ou você tenha uma embolia".
A revista Time criticou outro reparo baseado em fita adesiva: "Quando um vazamento de pressão faz com que uma cápsula inteira no habitat de Watney exploda, ele remenda uma abertura no que sobrou da residência com lona plástica e fita adesiva PSA. Tal reparo não funcionaria em uma temperatura média marciana de -60 °C (-76 °F)".
Embora a gravidade marciana seja inferior a 40% da Terra, o diretor Scott optou por não retratar a diferença gravitacional, achando que o esforço de colocar na tela é menos vantajoso do que a gravidade zero. Scott disse que os trajes espaciais pesados pesariam o personagem principal o suficiente para compensar a falta de gravidade parcial. O clima de Marte também é frio o suficiente para tornar o plano inicial de Watney de desativar o aquecedor do rover imediatamente impraticável, uma vez que a temperatura média é de -80 °F (-62 °C); tal temperatura é tão baixa em Marte para que neve de dióxido de carbono caia nos pólos durante o inverno do planeta. No entanto, esta questão é levantada quase imediatamente pelo próprio Watney e é a razão do fracasso do plano.
A chave do enredo para o eventual plano de resgate é a assistência à gravidade, uma prática bem conhecida que tem sido usada em uma série de missões robóticas de exploração planetária e serviu como estratégia de "backup" em missões Apollo tripuladas. Teria sido uma das primeiras abordagens que todos dentro da NASA teriam considerado, mas no filme, apenas um astrodinamicista do JPL defende o envio da missão Ares de volta a Marte usando assistência gravitacional em vez de ter uma missão separada para resgatar Watney.
Ed Finn, diretor do Centro para a Ciência e a Imaginação da Universidade do Estado do Arizona, declarou: "O que esta história faz muito bem é imaginar um cenário de futuro próximo que não nos afaste muito de onde estamos hoje tecnicamente". O físico britânico Brian Cox disse: "Perdido em Marte é o melhor anúncio para uma carreira em engenharia que já vi".